# Daan Boerlage
Daan Boerlage (Alkmaar, 7 augustus 1997) is een Nederlands voetballer die als middenvelder voor SC Cambuur speelde.

## Carrière
Daan Boerlage speelde in de jeugd van SV De Foresters en AZ. In 2016 vertrok hij naar SC Cambuur, waar hij zijn debuut maakte op 28 januari 2017. Dit was in de met 3-0 gewonnen thuiswedstrijd tegen FC Dordrecht, waarin hij in de 71e minuut inviel voor Martijn Barto. Hij speelde in drie seizoenen 44 wedstrijden voor Cambuur en wist daarin drie doelpunten te maken. In 2019 werd zijn contract niet verlengd en verliet hij Cambuur om bij OFC te gaan spelen. Na één seizoen verruilde hij OFC voor ADO '20.
Op 18 december 2023 tekende hij contract bij V.V. IJsselmeervogels.

### Statistieken
| Seizoen                  | Club           | Land           | Competitie           | Competitie | Competitie | Beker | Beker | Overig | Overig | Totaal | Totaal |
| Seizoen                  | Club           | Land           | Competitie           | Wed.       | Dlp.       | Wed.  | Dlp.  | Wed.   | Dlp.   | Wed.   | Dlp.   |
| ------------------------ | -------------- | -------------- | -------------------- | ---------- | ---------- | ----- | ----- | ------ | ------ | ------ | ------ |
| 2016/17                  | SC Cambuur     | Nederland      | Eerste divisie       | 4          | 0          | 0     | 0     | 0      | 0      | 4      | 0      |
| 2017/18                  | SC Cambuur     | Nederland      | Eerste divisie       | 26         | 3          | 2     | 0     | 1      | 0      | 29     | 3      |
| 2018/19                  | SC Cambuur     | Nederland      | Eerste divisie       | 14         | 0          | 0     | 0     | 0      | 0      | 14     | 0      |
| 2019/20                  | OFC            | Nederland      | Derde divisie Zondag | 12         | 4          | 2     | 0     | –      | –      | 14     | 4      |
| 2020/21                  | ADO '20        | Nederland      | Derde divisie Zondag | 5          | 0          | 0     | 0     | –      | –      | 5      | 0      |
| 2021/22                  | ADO '20        | Nederland      | Derde divisie Zondag | 20         | 2          | 2     | 0     | –      | –      | 22     | 2      |
| 2022/23                  | ADO '20        | Nederland      | Derde divisie Zondag | 32         | 4          | 3     | 0     | –      | –      | 35     | 4      |
| 2023/24                  | ADO '20        | Nederland      | Tweede divisie       | 26         | 4          | 1     | 0     | –      | –      | 27     | 4      |
| Carrièretotaal           | Carrièretotaal | Carrièretotaal | Carrièretotaal       | 129        | 17         | 11    | 0     | 1      | 0      | 140    | 17     |
| Bijgewerkt op 9 mei 2024 |                |                |                      |            |            |       |       |        |        |        |        |